# Eutelia pompejana
Eutelia pompejana är en fjärilsart som beskrevs av Max Wilhelm Karl Draudt 1939. Eutelia pompejana ingår i släktet Eutelia och familjen nattflyn. Inga underarter finns listade i Catalogue of Life.